# Spodek (Arena)
Der Spodek ist eine Mehrzweckhalle in der polnischen Stadt Katowice, Woiwodschaft Schlesien, im Süden des Landes. Spodek (deutsch „Untertasse“) ist der Name, der im Volksmund verwendet wird, offiziell hieß die Halle bis 1997 Wojewódzka Hala Widowiskowo-Sportowa w Katowicach (deutsch „Halle der Woiwodschaft für Sport und Veranstaltungen in Kattowitz“). Heute firmiert die Halle offiziell unter dem Namen Spodek.

## Geschichte
Schon 1955, als Katowice Stalinogród hieß, wurde über den Plan einer großen Veranstaltungshalle nachgedacht. 1959 wurde ein Architekturwettbewerb durchgeführt. Zunächst sollte die Arena am Stadtrand gebaut werden, auf dem Gelände des Schlesischen Zentralparks (polnisch Śląski Park Kultury i Wypoczynku, Wojewódzki Park Kultury i Wypoczynku). Später entschied der Woiwodschaftsrat, die Arena nahe dem neuen, sich nördlich an die Altstadt anschließenden Stadtzentrum zu errichten.
Aufgrund der neuen Standortwahl kam es zu einer Verzögerung bei der Projektausführung. Die Konstruktion des Fundaments musste überarbeitet werden, da das neue Gelände Bergschäden aufwies und im nördlichen Teil des Baugeländes in 26 m Tiefe ein Kohleflöz verlief, was eine geringere Standfestigkeit des Geländes zur Folge hatte. Die Bauarbeiten begannen 1964. Die Pläne für zwei Hallenbäder nahe diesem Komplex wurden aus Kostengründen nicht umgesetzt.
Entworfen wurde die Halle von den Architekten Maciej Gintowt, Jerzy Hryniewiecki und Maciej Krasiński sowie dem Statiker Andrzej Żórawski.
1969 wurde die neben dem Spodek gelegene Eisbahn eingeweiht. Endgültig fertiggestellt wurde die Halle 1971. Ebenfalls Anfang der 1970er Jahre wurde direkt neben dem Spodek das DOKP-Hochhaus errichtet.
2011 wurde die Fassade umfangreich renoviert, wobei die asbesthaltige Verkleidung der Fassade ausgewechselt werden musste. Die Renovierung der gesamten Anlage sollte 2013 abgeschlossen sein und 30 Mio. Złoty kosten.

## Konstruktion

### Allgemeines
In die Anlage sind neben der eigentlichen Arena eine Eislaufhalle, eine Sporthalle, und ein Zwei-Sterne-Hotel mit 50 Betten integriert. Der gesamte Komplex hat eine Nutzfläche von 29.473 m² und ein Volumen von 338.732 m³.
Das Hallendach wurde in Form eines schräggestellten Diskusses mit einer Tragseilkonstruktion in Tensegritybauweise errichtet. Die Mitte des Daches wird von einer gläsernen Kuppel eingenommen, die von einer Galerie umschlossen wird und die Arena mit Tageslicht versorgt.
Weitere Hallen die nach diesem Prinzip errichtet worden sind, stehen im US-amerikanischen Saint Petersburg, Florida, und in der südkoreanischen Hauptstadt Seoul.

### Arena
Die Arena selbst hat einen umbauten Raum von 246.624 m³, eine Nutzfläche von 15.386 m² und eine Höhe von 32 m. Auf dem oberen Teil der Tribüne befinden sich 7.776 Sitzplätze, die in insgesamt 35 Sektoren aufgeteilt sind. Der untere Teil der Tribüne lässt sich unter die obere verschieben und bietet noch einmal 1.560 Sitzplätze. Zusätzlich können im Innenraum noch einmal 1.700 Plätze aufgestellt werden. Die maximale Zuschauerzahl beträgt 11.500.

### Eissporthalle
Der umbaute Raum beträgt 35.500 m³, die Nutzfläche beträgt 5.954 m² und die Höhe 11 m. Die Eisfläche ist 30 m × 60 m. Sie hat eine Zuschauerkapazität von 1.182.

### Sporthalle
Die Sporthalle hat einen umbauten Raum von 11.631 m³ und eine Nutzfläche von 1.490 m². Sie bietet Platz für 362 Zuschauer.

## Veranstaltungen

### Sport

#### Eishockey
- 1976 Spiele der Gruppe A der Eishockey-Weltmeisterschaft
- 1997 Spiele der Eishockey-B-Weltmeisterschaft

#### Ringen
- 1972 Europameisterschaften im Ringen im freien und klassisch Stil.
- 1974 Weltmeisterschaften im Ringen im klassischen Stil. Die Weltmeisterschaften im freien Stil fanden in Istanbul statt.

#### Basketball
- 1985 Basketball-Länderspiel Polen–USA
- 1999 Basketball-Europameisterschaften der Damen
- 2009 Basketball-Europameisterschaft der Herren

#### Handball
- 2016 Handball-Europameisterschaft der Männer[3]
- 2023 Handball-Weltmeisterschaft der Männer

#### Volleyball
- 1983 Volleyball-Länderspiel Polen–USA
- 2009 Volleyball-Europameisterschaft der Damen
- 2014 Volleyball-Weltmeisterschaft der Männer[4]
- 2017 Volleyball-Europameisterschaft der Männer
- 2022 Volleyball-Weltmeisterschaft der Männer

#### Karate
- 1987 Karate-Europameisterschaften
- 1988 Karate-Vereinseuropameisterschaften
- 2000 Karate-Europameisterschaften

#### E-Sport
- seit 2013 ESL Intel Extreme Masters
- 2014 EMS One Katowice
- 2015 ESL One Katowice
- 2019: IEM Major Katowice

#### Sonstige Sportveranstaltungen
- 1975 Leichtathletik-Halleneuropameisterschaften
- 1975 Boxeuropameisterschaften
- 1985 Gewichtheber-Europameisterschaften,
- 1991 Bodybuilding-Weltmeisterschaften
- 2006 Finale der IFMXF/FIM World Championship im Freestyle Motocross
- seit 2013 Tennisturnier der Damen WTA Katowice.

### Konzerte und anderes
Im Laufe der Jahre haben eine große Anzahl von Künstlern und Bands im Spodek Konzerte gegeben, unter anderem Boney M., Budgie, Klaus Schulze, Eric Clapton, Joe Cocker, The Cure, Deep Purple, Depeche Mode, Electric Light Orchestra, Genesis, Anna German, Green Day, Jean Michel Jarre, Elton John, The Kelly Family, Kraftwerk, Metallica, Pink Floyd, Rammstein, Status Quo, Sting, Tina Turner und Robbie Williams.
Seit 1981 findet regelmäßig das Rawa Blues Festival, seit 1986 das Metalmania-Festival und seit 2000 das Mayday-Technofestival im Spodek statt.
Die UN-Klimakonferenz COP24 fand im Dezember 2018 unter anderem im Spodek statt.

## Galerie

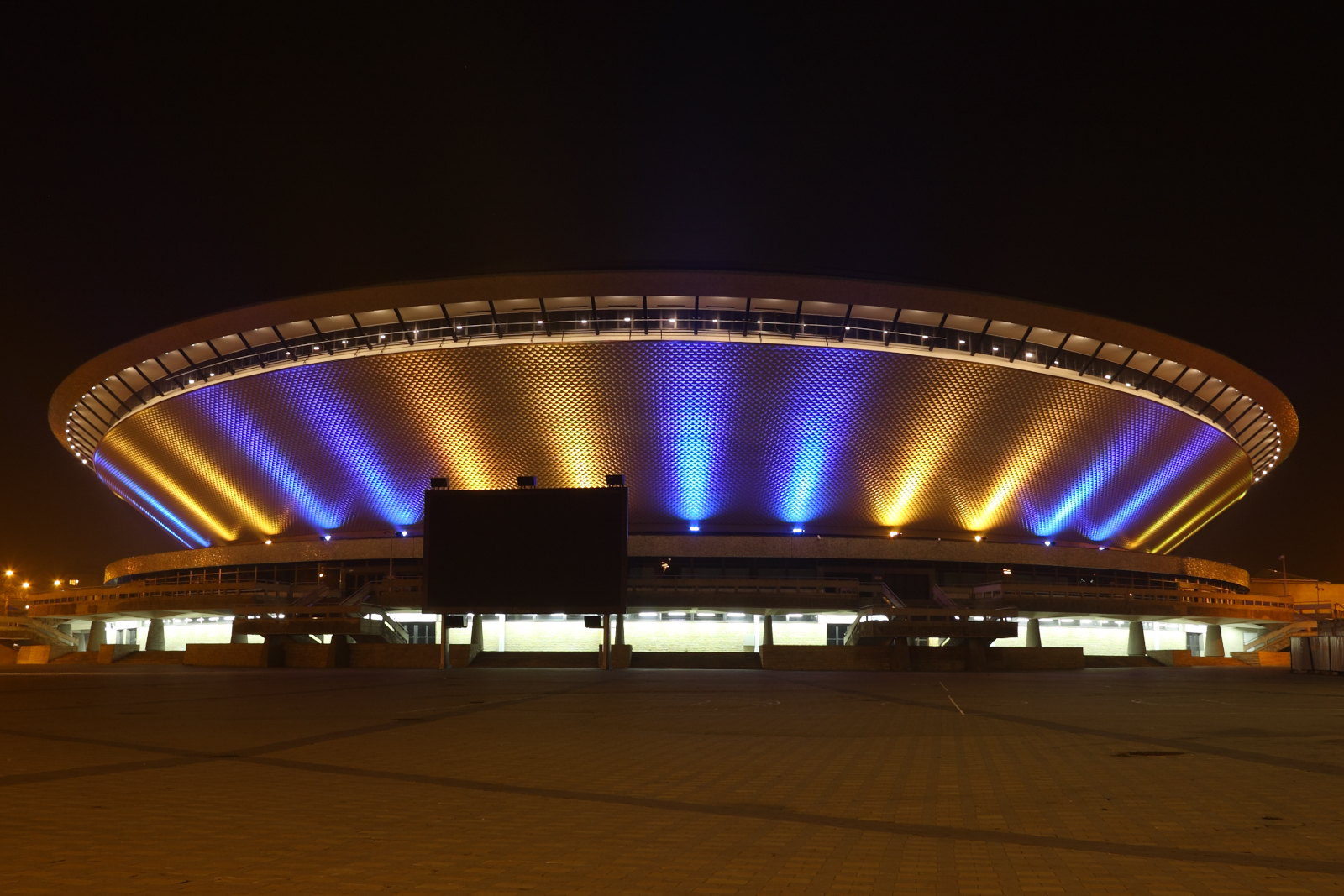
Der Spodek bei Nacht mit neuer Beleuchtung (Dezember 2011)
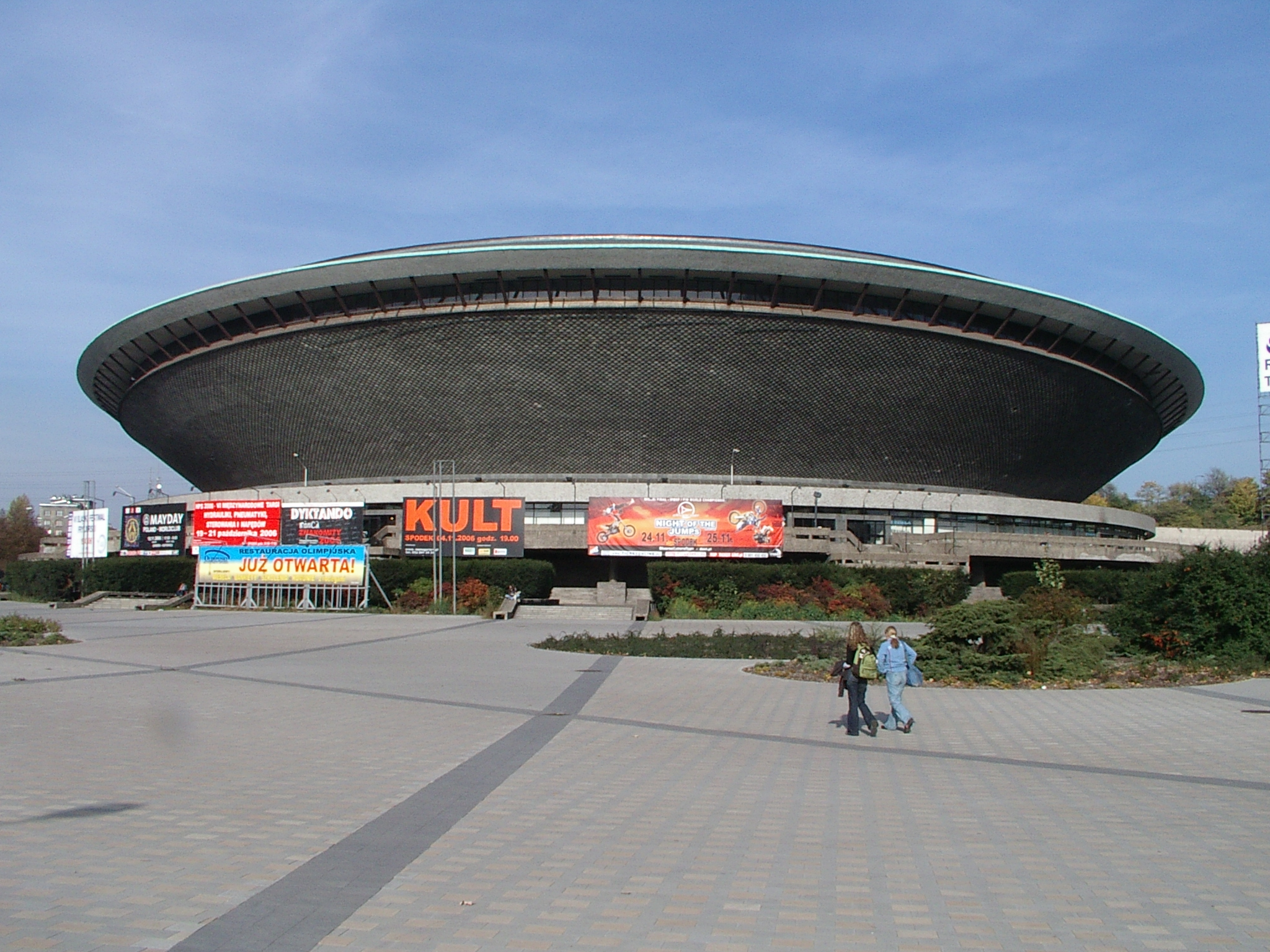
Spodek (Oktober 2006)
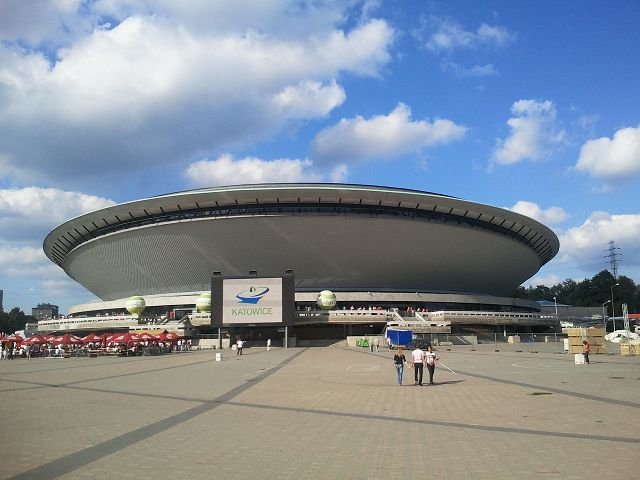
Spodek mit renovierter Fassade (2011)
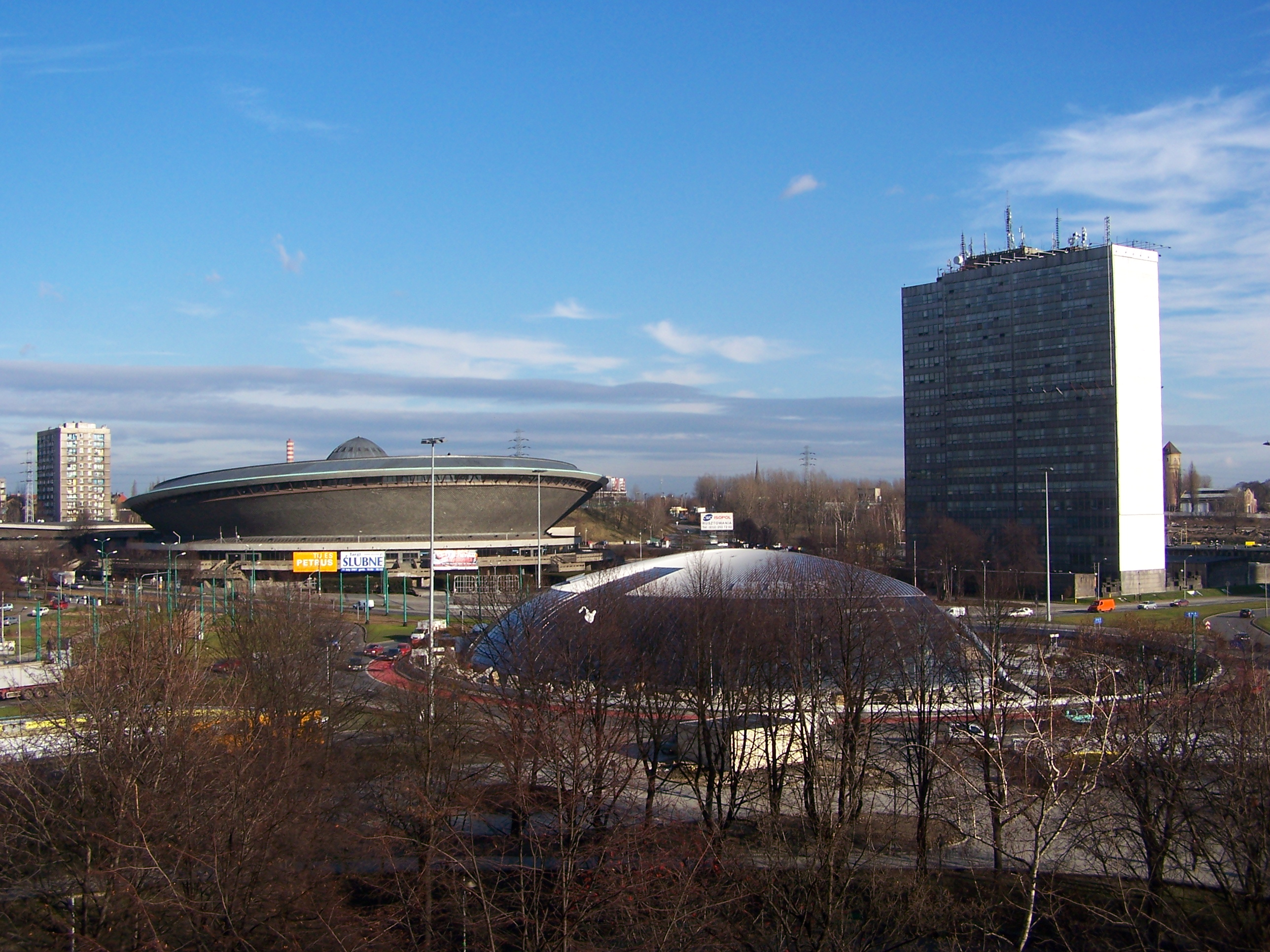
Spodek, Rondo und DOKP-Hochhaus (Januar 2007)
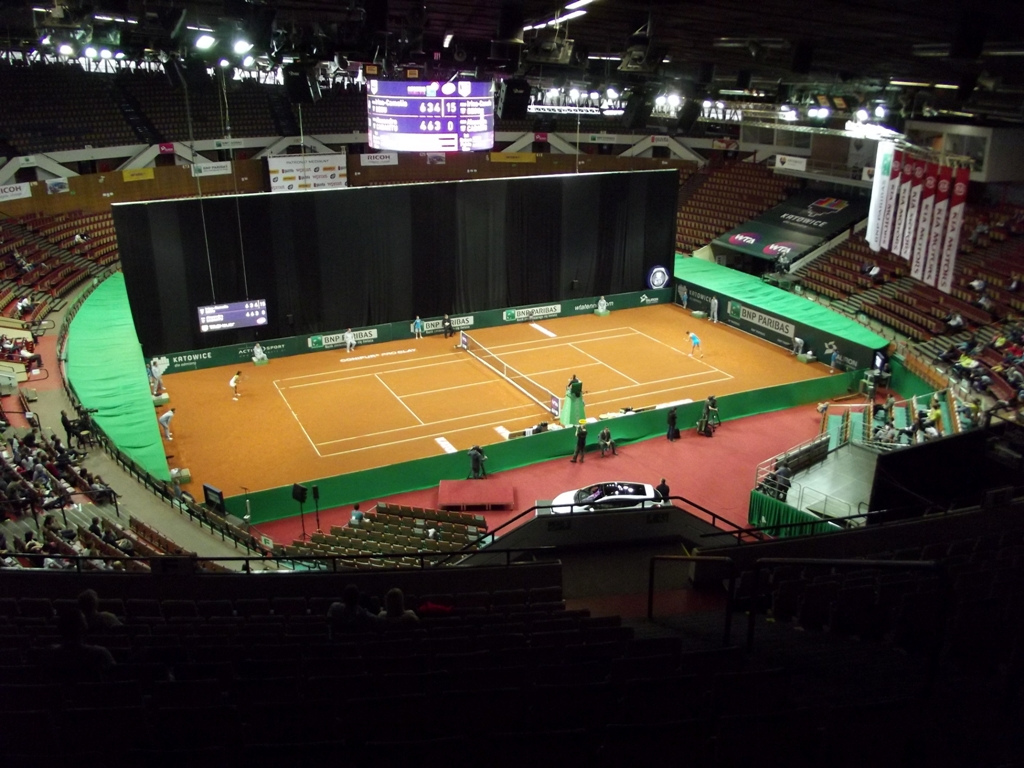
Spodek 2013 beim WTA-Tennisturnier BNP Paribas Katowice Open